# Ascendência
A ascendência de um indivíduo é constituída por todos os seus antepassados, começando por seus pais. No sentido oposto existe a descendência, ou seja, todos aqueles que descendem de um determinado casal: filhos, netos, bisnetos, etc..
É interessante perceber a progressiva e expressiva quantidade de ascendentes de uma pessoa, quando se trabalha com os seguintes princípios matemáticos: 
1. São necessárias duas pessoas para gerar uma terceira.
2. Em cada século, existem, em média, quatro ou cinco gerações (mais recentes ou antigas), ou seja, matematicamente, com apenas dez séculos decorridos, qualquer pessoa viva atualmente, possui cerca de 4,4 trilhões de ascendentes.